# التهاب جلد القدم

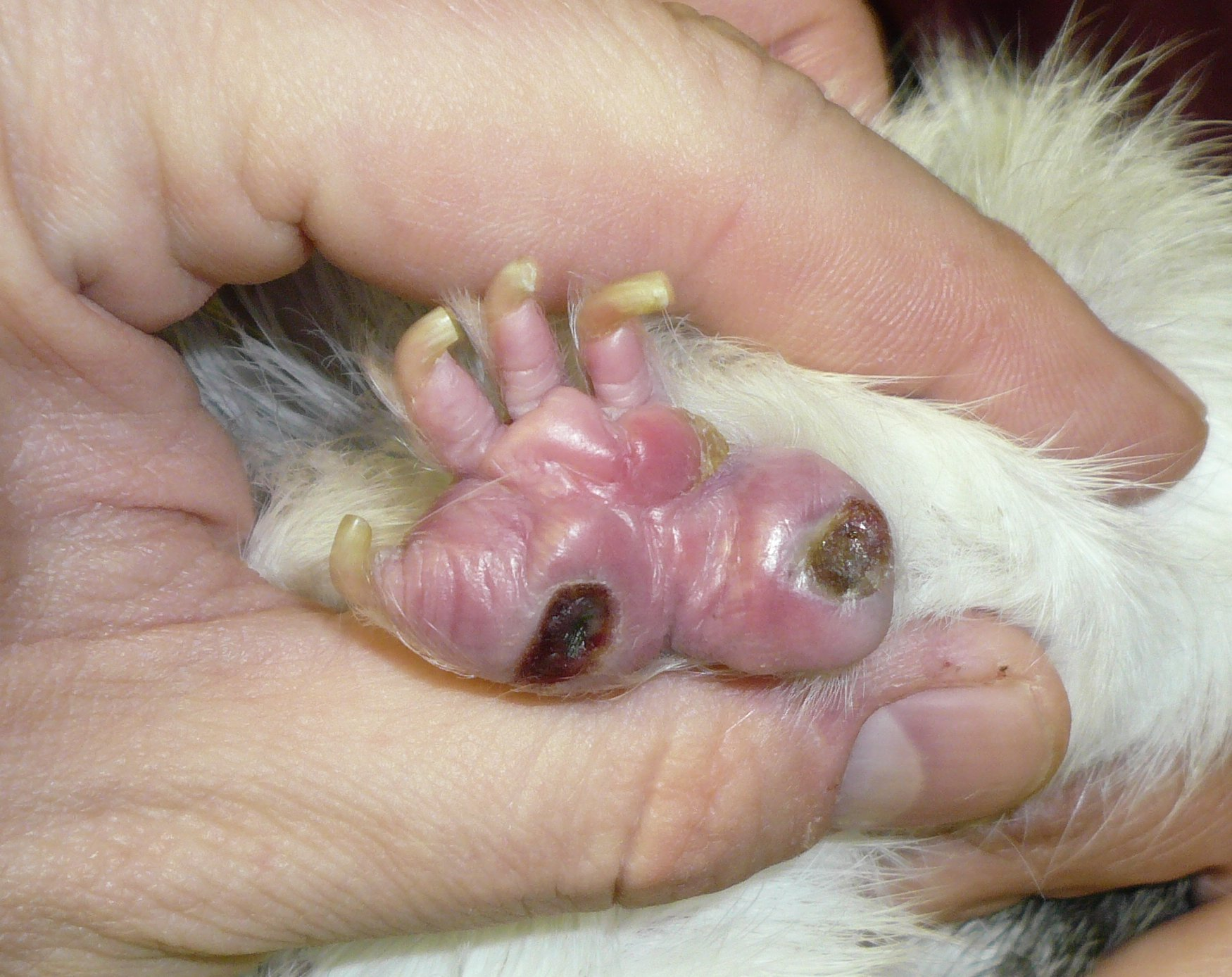
التهاب القدم في خنزير غينيا

اِلْتِهَابُ جِلْدِ القَدَمِ (Pododermatitis) هو التهاب الجلد على مستوى الساقين. يمكن للكثير من أنواع الفقاريات مثل الطيور، الخيول والقوارض أن تصاب بالتهاب القدم.

## الطيور
التهاب القدم شائع في الطيور وهو ناجم أساسا عن السمنة، نقص الفيتامين أ أو البكتيريا مثل العنقودية والمفطورة.